# Lespedeza
Genre
Lespedeza est un genre de plantes à fleurs de la famille des Fabaceae (famille du pois et des haricots, ou Légumineuses), communément appelés Lespédéza (en anglais : bush clover, japanese clover (hagi, plus spécifiquement pour les espèces asiatiques)). Il compte environ 40 espèces (y compris les hybrides). Il est originaire des régions tempérées chaudes à subtropicales de l'est de l'Amérique du Nord, de l'est et du sud de l'Asie et de l'Australasie.

## Nom de la plante
Selon le botaniste Américain Asa Gray (1810 – 1888), le Lespédéza doit son nom au gouverneur de l'Est de la Floride Vicente Manuel de Céspedes (1784-1790) qui, par une lettre, a permis au botaniste André Michaux d'explorer l'Est de la Floride à la recherche de nouvelles espèces de plantes (où Michaux trouva le Lespedeza), mais quand Céspedes a écrit la lettre, son nom a été changé en "Zespedez". Donc, quand le livre de Michaux Flora Boreali-Americana a été imprimé en 1802, le nom de "Céspedes" utilisé pour désigner la plante a été écrit en tant que "Lespedez", d'où le nom actuel de la plante,.

## Culture et utilisation
Certaines espèces sont cultivées en jardin ou comme plantes ornementales, sont utilisées comme fourrage, notamment dans le sud de États-Unis, et comme moyen d'enrichissement des sols et de prévention contre l'érosion. Dans certaines régions, certaines espèces sont envahissantes.
En Europe, Lespedeza cuneata est ainsi inscrite dans la liste des espèces exotiques envahissantes préoccupantes pour l’Union européenne. Cela signifie qu'elle ne peut pas être importée, cultivée, commercialisée, plantée, ou libérée intentionnellement dans la nature, et ce nulle part dans l’Union européenne.
Lespédéza, comme les autres légumineuses, ont des nodules racinaires qui abritent des bactéries capables de fixer l'azote de l'air dans le sol qui pourra ensuite être utilisé par d'autres plantes. Les producteurs peuvent profiter de ce processus en plantant ces plantes dans leurs champs pour y apporter de l'azote, de sorte qu'ils utiliseront moins d'engrais.
Les feuilles et les racines de L. bicolor contiennent de la l-méthoxy-N,N-diméthyltryptamine (lespedamin), ainsi que les Nω,Nω-DMTs et leurs oxydes, ainsi que certaines bufoténines.

## Aspects culturels

### Au Japon
Dans le jeu de cartes traditionnel japonais Hanafuda, des lespédézas sont représentés sur la série des 4 cartes du mois de juillet.
Le poète Kobayashi Issa lui a consacré un haïku :
Un jeune cerf 
dans sa bouche
un brin de lespedeza fleuri.

## Espèces

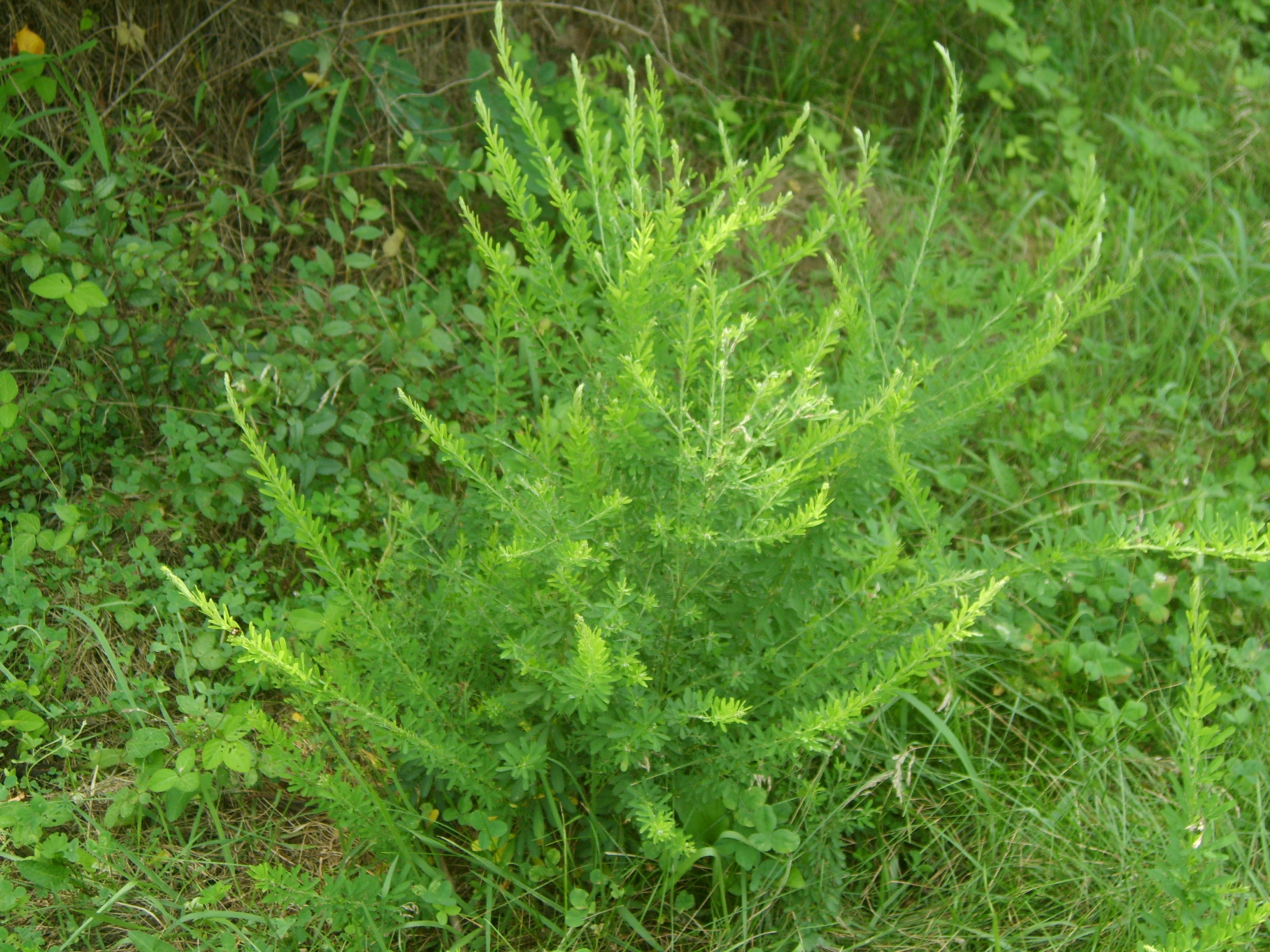
Lespedeza cuneata

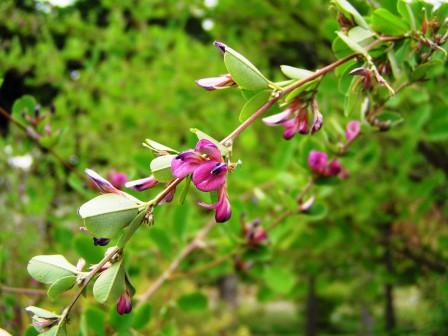
Branche en fleurs de Lespedeza cyrtobotrya

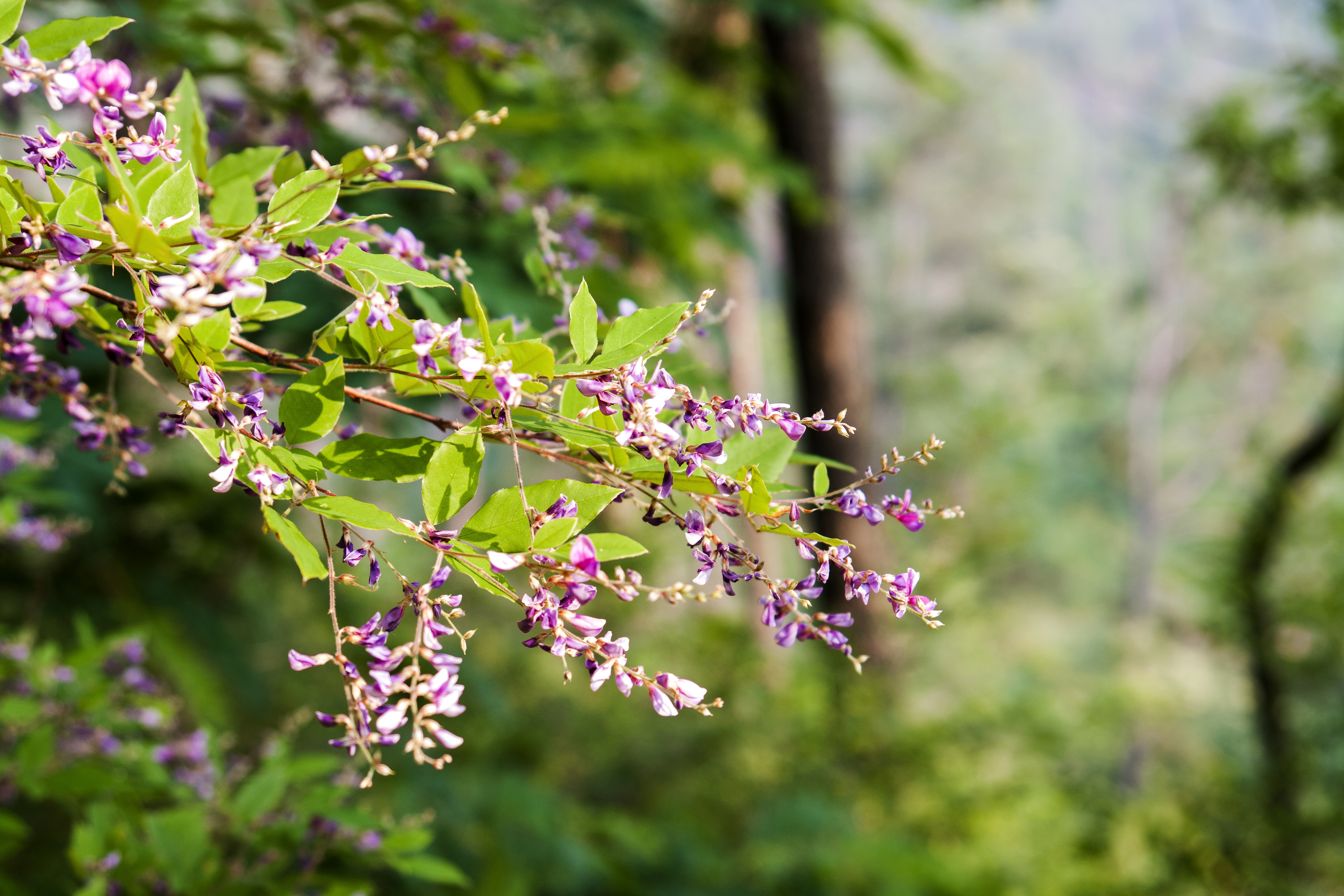
Lespedeza maximowiczii

Les espèces et hybrides reconnus dans le genre Lespedeza comprennent :
- Lespedeza angustifolia (Pursh) Elliott
- Lespedeza ×angustifolioides T.B.Lee
- Lespedeza bicolor Turcz. (syn. L. bicolor var. japonica Nakai) – shrub lespedeza[9]
- Lespedeza buergeri Miq.
- Lespedeza capitata Michx. (syn. L. frutescens Elliott, L. stuevei DC.)
- Lespedeza caraganae Bunge
- Lespedeza chinensis G.Don
- Lespedeza cuneata (Dumont-Cours.) G. Don (syn Lespedeza Sericea)
- Lespedeza cyrtobotrya Miq. – leafy lespedeza[9]
- Lespedeza cyrtobuergeri Akiyama & H.Ohba
- Lespedeza davidii Franch.
- Lespedeza davurica (Laxm.) Schindl.
- Lespedeza ×divaricata (Nakai) T.B.Lee
- Lespedeza dunnii Schindl.
- Lespedeza elegans Cambess.
- Lespedeza elliptica Benth.
- Lespedeza fasciculiflora Franch.
- Lespedeza floribunda Bunge (syn. L. bicolor Prain)
- Lespedeza fordii Schindl.
- Lespedeza forrestii Schindl.
- Lespedeza gerardiana Maxim.
- Lespedeza hirta (L.) Hornem.
- Lespedeza hirta ssp. curtissii Clewell (syn. L. hirta Elliott)
- Lespedeza homoloba Nakai
- Lespedeza inschanica (Maxim.) Schindl. – greenish juncea lespedeza[9]
- Lespedeza intermedia (S.Watson) Britton (syn. L.  frutescens (L.) Britton, L. frutescens var. acutifructa Farw.)
- Lespedeza intermixta Makino (possibly a hybrid) – neonchul lespedeza[9]
- Lespedeza japonica L.H.Bailey
- Lespedeza juncea (L.f.) Pers. – juncea lespedeza[9]
- Lespedeza juncea var. sericea (Thunb.) Lace & Hauech (syn. L. cuneata (Dum.Cours.) G.Don)
- Lespedeza junghuhniana Bakh.f.
- Lespedeza kagoshimensis Hatus.
- Lespedeza leptostachya A.Gray
- Lespedeza maximowiczii R.C.Schneid. – Korean lespedeza[9]
- Lespedeza melanantha Nakai – black-flower lespedeza[9]
- Lespedeza mucronata Ricker
- Lespedeza ×patentibicolor T.B.Lee
- Lespedeza pilosa (Thunb.) Siebold & Zucc. – pilose lespedeza[9]
- Lespedeza potaninii Vassilcz.
- Lespedeza procumbens Michx.
- Lespedeza pubescens Hayata
- Lespedeza repens (L.) W.P.C.Barton
- Lespedeza ×simulata Mack. & Bush
- Lespedeza speciosa Maxim.
- Lespedeza stuevei Nutt.
- Lespedeza texana Britton
- Lespedeza thunbergii (DC.) Nakai (syn. L. elliptica Maxim., L. formosa (Vogel) Koehne, L. formosa ssp. elliptica (Maxim.) Akiyama & H.Ohba)
- Lespedeza thunbergii var. var. thunbergii (DC.) Nakai (syn. L. patens Nakai, L. patens var. obtusifolia Nakai)
- Lespedeza thunbergii var. velutina (Nakai) H.Ohashi (syn. L. intermedia Nakai, L. intermedia var. angustifolia Nakai)
- Lespedeza tomentosa (Thunb.) Maxim. (syn. L. hirta Miq.) – woolly lespedeza[9]
- Lespedeza violacea (L.) Pers.
- Lespedeza virgata (Murray) DC. – Wando lespedeza[9]
- Lespedeza virginica (L.) Britton (syn. L. angustifolia Darl.)
- Lespedeza wilfordii Ricker

L'identification et la validité spécifique de L. schindleri est incertaine. En outre, certaines espèces autrefois placées dans ce genre sont maintenant placées ailleurs, généralement dans les Lespedezinae, par exemple, dans le genre Campylotropis. Elles comprennent :
- Lespedeza speciosa Schindl. = Campylotropis speciosa (Schindl.) Schindl.
- Lespedeza striata (Thunb.) Crochet. & Arn. = Kummerowia striata (Thunb.) Schindl.
- Lespedeza tomentosa Maxim. = Campylotropis pinetorum (Kurz) Schindl.

## Liste d'espèces
Selon BioLib (23 septembre 2018) :
- Lespedeza angustifolia (Pursh) Ell.
- Lespedeza bicolor Turcz.
- Lespedeza capitata Michx.
- Lespedeza cuneata (Dum.-Cours.) G. Don
- Lespedeza cyrtobotrya Miq.
- Lespedeza daurica (Laxm.) Schindl.
- Lespedeza formosa (Vogel) Koehne
- Lespedeza frutescens (L.) Hornem.
- Lespedeza hirta (L.) Hornem.
- Lespedeza japonica L. H. Bailey
- Lespedeza juncea (L. f.) Pers.
- Lespedeza leptostachya Engelm.
- Lespedeza maximowiczii C. K. Schneid.
- Lespedeza pilosa (Thunb.) Siebold & Zucc.
- Lespedeza potaninii Vassiliev
- Lespedeza procumbens Michx.
- Lespedeza repens (L.) W. Bart.
- Lespedeza stuevei Nutt.
- Lespedeza texana Britt.
- Lespedeza thunbergii (DC.) Nakai
- Lespedeza tomentosa (Thunb.) Siebold ex Maxim.
- Lespedeza violacea (L.) Pers.
- Lespedeza virgata (Thunb.) DC.
- Lespedeza virginica (L.) Britt.

Selon Catalogue of Life (23 septembre 2018) :
- Lespedeza angustifolia (Pursh)Elliott
- Lespedeza bicolor Turcz.
- Lespedeza buergeri Miq.
- Lespedeza capitata Michx.
- Lespedeza caraganae Bunge
- Lespedeza chinensis G.Don
- Lespedeza cuneata
- Lespedeza cyrtobotrya Miq.
- Lespedeza cyrtobuergeri Akiyama & H.Ohba
- Lespedeza davidii Franch.
- Lespedeza davurica (Laxm.)Schindl.
- Lespedeza dunnii Schindl.
- Lespedeza elegans Cambess.
- Lespedeza elliptica Benth.
- Lespedeza fasciculiflora Franch.
- Lespedeza floribunda Bunge
- Lespedeza fordii Schindl.
- Lespedeza forrestii Schindl.
- Lespedeza gerardiana Maxim.
- Lespedeza hirta (L.)Hornem.
- Lespedeza homoloba Nakai
- Lespedeza inschanica (Maxim.)Schindl.
- Lespedeza intermedia (S.Watson)Britton
- Lespedeza intermixta Makino
- Lespedeza japonica L.H.Bailey
- Lespedeza juncea (L.f.)Pers.
- Lespedeza junghuhniana Bakh.f.
- Lespedeza kagoshimensis Hatus.
- Lespedeza leptostachya A.Gray
- Lespedeza maximowiczii R.C.Schneid.
- Lespedeza melanantha Nakai
- Lespedeza mucronata Ricker
- Lespedeza pilosa (Thunb.)Siebold & Zucc.
- Lespedeza potaninii Vassilcz.
- Lespedeza procumbens Michx.
- Lespedeza pubescens Hayata
- Lespedeza repens (L.)W.P.C.Barton
- Lespedeza speciosa Maxim.
- Lespedeza stuevei Nutt.
- Lespedeza texana Britton
- Lespedeza thunbergii (DC.)Nakai
- Lespedeza tomentosa (Thunb.)Maxim.
- Lespedeza violacea (L.)Pers.
- Lespedeza virgata (Murray)DC.
- Lespedeza virginica (L.)Britton
- Lespedeza wilfordii Ricker

Selon GRIN (23 septembre 2018) :
- Lespedeza angustifolia (Pursh) Elliott
- Lespedeza bicolor Turcz.
- Lespedeza buergeri Miq.
- Lespedeza capitata Michx.
- Lespedeza chinensis G. Don
- Lespedeza cuneata (Dum. Cours.) G. Don
- Lespedeza cyrtobotrya Miq.
- Lespedeza daurica (Laxm.) Schindl.
- Lespedeza davidii Franch.
- Lespedeza floribunda Bunge
- Lespedeza frutescens (L.) Hornem.
- Lespedeza hirta (L.) Hornem.
- Lespedeza homoloba Nakai
- Lespedeza japonica L. H. Bailey
- Lespedeza juncea (L. f.) Pers.
- Lespedeza leptostachya Engelm. ex A. Gray
- Lespedeza maximowiczii C. K. Schneid.
- Lespedeza melanantha Nakai
- Lespedeza patens Nakai
- Lespedeza pilosa (Thunb.) Siebold & Zucc.
- Lespedeza procumbens Michx.
- Lespedeza repens (L.) W. P. C. Barton
- Lespedeza schindleri H. Lév.
- Lespedeza spp.
- Lespedeza stuevei Nutt.
- Lespedeza thunbergii (DC.) Nakai
- Lespedeza tomentosa (Thunb.) Siebold ex Maxim.
- Lespedeza violacea (L.) Pers.
- Lespedeza virgata (Thunb.) DC.
- Lespedeza virginica (L.) Britton

Selon ITIS (23 septembre 2018) :
- Lespedeza ×acuticarpa Mack. & Bush (pro. sp.)
- Lespedeza angustifolia (Pursh) Elliott
- Lespedeza bicolor Turcz.
- Lespedeza ×brittonii E.P. Bicknell (pro. sp.)
- Lespedeza capitata Michx.
- Lespedeza cuneata (Dum. Cours.) G. Don
- Lespedeza cyrtobotrya Miq.
- Lespedeza daurica (Laxm.) Schindl.
- Lespedeza ×divaricata (Nakai) T.B. Lee
- Lespedeza formosa (Vogel) Koehne
- Lespedeza frutescens (L.) Hornem.
- Lespedeza hirta (L.) Hornem.
- Lespedeza ×intermixta Makino
- Lespedeza juncea (L. f.) Pers.
- Lespedeza leptostachya Engelm.
- Lespedeza ×longifolia DC. (pro. sp.)
- Lespedeza ×manniana Mack. & Bush (pro. sp.)
- Lespedeza maximowiczii C.K. Schneid.
- Lespedeza ×neglecta Mack. & Bush (pro. sp.)
- Lespedeza ×nuttallii Darl. (pro. sp.)
- Lespedeza ×oblongifolia (Britton) W. Stone
- Lespedeza pilosa (Thunb.) Siebold & Zucc.
- Lespedeza potaninii V.N. Vassil.
- Lespedeza procumbens Michx.
- Lespedeza repens (L.) W.P.C. Barton
- Lespedeza ×simulata Mack. & Bush (pro. sp.)
- Lespedeza stuevei Nutt.
- Lespedeza texana Britton
- Lespedeza thunbergii (DC.) Nakai
- Lespedeza tomentosa (Thunb.) Siebold ex Maxim.
- Lespedeza violacea (L.) Pers.
- Lespedeza virgata (Thunb.) DC.
- Lespedeza virginica (L.) Britton

Selon The Plant List (23 septembre 2018) :
- Lespedeza acuticarpa Mack. & Bush
- Lespedeza alata (Schindl.) H. Lév.
- Lespedeza angustifolia (Pursh) Elliott
- Lespedeza bicolor Turcz.
- Lespedeza bodinieri (Schindl.) H. Lév.
- Lespedeza brittonii E.P. Bicknell
- Lespedeza buergeri Miq.
- Lespedeza capitata Michx.
- Lespedeza caraganae Bunge
- Lespedeza chinensis G.Don
- Lespedeza cyrtobotrya Miq.
- Lespedeza cyrtobuergeri Akiyama & H.Ohba
- Lespedeza davidii Franch.
- Lespedeza davurica (Laxm.) Schindl.
- Lespedeza dunnii Schindl.
- Lespedeza elegans Cambess.
- Lespedeza elliptica Benth.
- Lespedeza fasciculiflora Franch.
- Lespedeza floribunda Bunge
- Lespedeza fordii Schindl.
- Lespedeza forrestii Schindl.
- Lespedeza frutescens (L.) Hornem.
- Lespedeza gerardiana Maxim.
- Lespedeza hirta (L.) Hornem.
- Lespedeza hispida (Franch.) T. Nemoto & H. Ohashi
- Lespedeza homoloba Nakai
- Lespedeza inschanica (Maxim.) Schindl.
- Lespedeza intermedia (S.Watson) Britton
- Lespedeza intermixta Makino
- Lespedeza japonica L.H.Bailey
- Lespedeza juncea (L.f.) Pers.
- Lespedeza junghuhniana Bakh.f.
- Lespedeza kagoshimensis Hatus.
- Lespedeza leptostachya A.Gray
- Lespedeza longifolia DC.
- Lespedeza manniana Mack. & Bush
- Lespedeza maximowiczii R.C.Schneid.
- Lespedeza melanantha Nakai
- Lespedeza mucronata Ricker
- Lespedeza neglecta (Britton) Mack. & Bush
- Lespedeza nuttallii Darl.
- Lespedeza oblongifolia (Britton) W. Stone
- Lespedeza pilosa (Thunb.) Siebold & Zucc.
- Lespedeza polyantha (Franch.) H. Lév.
- Lespedeza potaninii Vassilcz.
- Lespedeza procumbens Michx.
- Lespedeza pubescens Hayata
- Lespedeza repens (L.) W.P.C.Barton
- Lespedeza speciosa Maxim.
- Lespedeza stuevei Nutt.
- Lespedeza texana Britton
- Lespedeza thunbergii (DC.) Nakai
- Lespedeza tomentosa (Thunb.) Maxim.
- Lespedeza viatorum Champ. ex Benth.
- Lespedeza violacea (L.) Pers.
- Lespedeza virgata (Murray) DC.
- Lespedeza virginica (L.) Britton
- Lespedeza wilfordii Ricker

Selon Tropicos (23 septembre 2018) (Attention liste brute contenant possiblement des synonymes) :
- Lespedeza aitchisonii Ricker
- Lespedeza alata (Schindl.) H. Lév.
- Lespedeza albiflora Ricker
- Lespedeza angulicaulis Harms ex Schindl.
- Lespedeza angustifolia (Pursh) Elliott
- Lespedeza anhweiensis Ricker
- Lespedeza anthobotrya Ricker
- Lespedeza argentea (Schindl.) H. Lév.
- Lespedeza argyraea Siebold & Zucc.
- Lespedeza argyrophylla Hatsus.
- Lespedeza atrokermesina Forrest
- Lespedeza balfouriana Diels ex Schindl.
- Lespedeza bicknellii House
- Lespedeza bicolor Turcz.
- Lespedeza blinii H. Lév.
- Lespedeza bodinieri (Schindl.) H. Lév.
- Lespedeza bonatiana Pamp.
- Lespedeza bonii (Schindl.) Gagnep.
- Lespedeza bracteolata Ricker
- Lespedeza buergeri Miq.
- Lespedeza canescens Ricker
- Lespedeza capillipes Franch.
- Lespedeza capitata Michx.
- Lespedeza caraganae Bunge
- Lespedeza chekiangensis Ricker
- Lespedeza chinensis G. Don
- Lespedeza ciliata Benth.
- Lespedeza coriacea Desv.
- Lespedeza cuneata (Dum. Cours.) G. Don
- Lespedeza cyclobotrya F.B. Forbes & Hemsl.
- Lespedeza cyrtobotrya Miq.
- Lespedeza cystoides Nakai
- Lespedeza cytisoides Benth.
- Lespedeza daurica (Laxm.) Schindl.
- Lespedeza davidii Franch.
- Lespedeza davurica (Laxm.) Schindl.
- Lespedeza decora Kurz
- Lespedeza delavayi Franch.
- Lespedeza densiflora Uyeki
- Lespedeza dichromoxylon H. Lév.
- Lespedeza dielsiana Schindl.
- Lespedeza distincta L.H. Bailey
- Lespedeza divergens Pursh
- Lespedeza diversifolia Hemsl.
- Lespedeza dubia Schindl.
- Lespedeza dunnii Schindl.
- Lespedeza elegans Cambess.
- Lespedeza elliptica Benth. ex Maxim.
- Lespedeza eriocarpa DC.
- Lespedeza falconeri Prain
- Lespedeza fasciculiflora Franch.
- Lespedeza fauriei H. Lév.
- Lespedeza feddeana Schindl.
- Lespedeza floribunda Bunge
- Lespedeza fordii Schindl.
- Lespedeza formosa (Vogel) Koehne
- Lespedeza formosensis Hosok.
- Lespedeza forrestii Schindl.
- Lespedeza friebeana Schindl.
- Lespedeza frutescens (L.) Hornem.
- Lespedeza fruticosa Pers.
- Lespedeza fulva (Schindl.) H. Lév.
- Lespedeza gerardiana Wall. ex Maxim.
- Lespedeza giraldii Schindl.
- Lespedeza glauca Schindl.
- Lespedeza glomerata Hornem.
- Lespedeza grandis Koidz.
- Lespedeza griffithii (Schindl.) H. Ohashi
- Lespedeza harmsii (Schindl.) H. Lév.
- Lespedeza hayatae Hatsus.
- Lespedeza hedysaroides (Pall.) Kitag.
- Lespedeza henryi Schindl.
- Lespedeza hiratukae Nakai
- Lespedeza hirta (L.) Hornem.
- Lespedeza hirta × repens Mack.
- Lespedeza hirtella Franch.
- Lespedeza hispida (Franch.) T. Nemoto & H. Ohashi
- Lespedeza homoloba Nakai
- Lespedeza hupehensis Ricker
- Lespedeza ichangensis Schindl.
- Lespedeza inabensis Nakai
- Lespedeza indica Schindl.
- Lespedeza inschanica (Maxim.) Schindl.
- Lespedeza intermedia (S. Watson) Britton
- Lespedeza involucrata Wall.
- Lespedeza ionocalyx Nakai
- Lespedeza japonica L.H. Bailey
- Lespedeza juncea (L. f.) Pers.
- Lespedeza junghuhniana Bakh. f.
- Lespedeza kagoshimensis Hatsus.
- Lespedeza kanaorensis Cambess.
- Lespedeza kawachiana Nakai
- Lespedeza kuisiana Nakai
- Lespedeza lagopodioides (L.) Pers.
- Lespedeza lagopodoides Pers.
- Lespedeza lanata Benth.
- Lespedeza lanceolata Dunn
- Lespedeza latebrosa Pers.
- Lespedeza latifolia Dunn
- Lespedeza latissima Nakai
- Lespedeza leptostachya Engelm. ex A. Gray
- Lespedeza lichiyuniae T. Nemoto, H. Ohashi & T. Itoh
- Lespedeza lineata Pers.
- Lespedeza liukiuensis Hatsus.
- Lespedeza macrocarpa Bunge
- Lespedeza macrophylla Bunge
- Lespedeza macrostyla Baker ex Maxim.
- Lespedeza macrovirgata Kitag.
- Lespedeza mairei Pamp.
- Lespedeza maritima Nakai
- Lespedeza maximowiczii C.K. Schneid.
- Lespedeza medicaginoides Bunge
- Lespedeza meeboldii Schindl.
- Lespedeza melanantha Nakai
- Lespedeza merrillii Ricker
- Lespedeza metcalfii Ricker
- Lespedeza monnoyeri H. Lév.
- Lespedeza mucronata Ricker
- Lespedeza muehleana Schindl.
- Lespedeza nantcianensis Pamp.
- Lespedeza nikkoensis Nakai
- Lespedeza nipponica Nakai
- Lespedeza nuristanica Rech. f.
- Lespedeza oldhamii Miq.
- Lespedeza pallasii G. Don
- Lespedeza pampaninii H. Lév.
- Lespedeza paniculata Royle ex Maxim.
- Lespedeza paradoxa Ricker
- Lespedeza parviflora Kurz
- Lespedeza parvifolia Kurz
- Lespedeza patens Nakai
- Lespedeza penduliflora (Oudem.) Nakai
- Lespedeza pilosa (Thunb.) Siebold & Zucc.
- Lespedeza pinetorum Kurz
- Lespedeza polyantha (Franch.) H. Lév.
- Lespedeza potaninii V.N. Vassil.
- Lespedeza praecox Nakai
- Lespedeza prainii Collett & Hemsl.
- Lespedeza prairea (Mack. & Bush) Britton
- Lespedeza procumbens Michx.
- Lespedeza prostrata Nakai
- Lespedeza pseudomacrocarpa Hayata
- Lespedeza pubescens Hayata
- Lespedeza racemosa Deppel
- Lespedeza repens (L.) W.P.C. Barton
- Lespedeza reticulata (Muhl. ex Willd.) Pers.
- Lespedeza retusa Nakai
- Lespedeza robusta Nakai
- Lespedeza rosthornii Schindl.
- Lespedeza rotundiloba Nakai
- Lespedeza royleana Miq.
- Lespedeza sargentiana (Schindl.) H. Lév.
- Lespedeza satsumensis Nakai
- Lespedeza sendaica Nakai
- Lespedeza sericophylla Collett & Hemsl.
- Lespedeza serpens Nakai
- Lespedeza sessiliflora Nutt.
- Lespedeza sessilifolia Gamble
- Lespedeza setiloba Nakai
- Lespedeza shimadai Masam.
- Lespedeza sieboldii Miq.
- Lespedeza simulata Mack. & Bush
- Lespedeza speciosa Royle ex Maxim.
- Lespedeza spicata Nakai & Maekawa
- Lespedeza splendens Gagnep.
- Lespedeza stenocarpa Maxim.
- Lespedeza stipulacea Maxim.
- Lespedeza stottsae L.H. Bailey
- Lespedeza striata (Thunb.) Hook. & Arn.
- Lespedeza stuevei Nutt.
- Lespedeza sulcata Craib
- Lespedeza swinhoei Hance
- Lespedeza sylvestris Hatsus.
- Lespedeza tetraloba Nakai
- Lespedeza texana Britton ex Small
- Lespedeza thomsoni Benth. ex Baker f.
- Lespedeza thomsonii Benth. ex Baker
- Lespedeza thunbergii (DC.) Nakai
- Lespedeza tomentosa (Thunb.) Siebold ex Maxim.
- Lespedeza trichocarpa (Stephan ex Willd.) Pers.
- Lespedeza trigonoclada Franch.
- Lespedeza uekii Nakai
- Lespedeza variegata Cambess.
- Lespedeza veitchii Ricker
- Lespedeza velutina Dunn
- Lespedeza viatorum Champ. ex Benth.
- Lespedeza villosa (Willd.) Pers.
- Lespedeza violacea (L.) Pers.
- Lespedeza virgata (Thunb.) DC.
- Lespedeza virginica (L.) Britton
- Lespedeza wilfordii Ricker
- Lespedeza yunnanensis Franch.
- Lespedeza ×acuticarpa Mack. & Bush
- Lespedeza ×brittonii E.P. Bicknell
- Lespedeza ×intermixta Makino
- Lespedeza ×longifolia DC.
- Lespedeza ×manniana Mack. & Bush
- Lespedeza ×neglecta Mack. & Bush
- Lespedeza ×nuttallii Darl.
- Lespedeza ×oblongifolia (Britton) W. Stone
- Lespedeza ×simulata Mack. & Bush